# دون أوكونور
دون أوكونور (20 يوليو 1958 في أستراليا - )  (بالإنجليزية: Don O'Connor)‏ هو لاعب كريكت أسترالي. لعب مع فريق تسمانيا للكريكت وفريق جنوب أستراليا للكريكت ‏.

## وصلات خارجية
- دون أوكونور على موقع إي آس بي آن كريك إنفو (الإنجليزية)